# Homalogammarus flaviceps
Homalogammarus flaviceps is een vlokreeftensoort uit de familie van de Pallaseidae. De wetenschappelijke naam van de soort is voor het eerst geldig gepubliceerd in 1930 door Dorogostaisky.